# ArcelorMittal Orbit
De ArcelorMittal Orbit is een oriëntatiepunt en 114,5 m hoge uitzichttoren, gelegen in het Olympic Park in Stratford. De toren werd op 11 mei 2012 ingehuldigd, voor de aanvang van de Londense Olympische Zomerspelen van 2012. In juni 2016 werd The Slide geopend, de grootste tunnelglijbaan ter wereld. deze draait 12 keer rond de toren.
De stalen structuur is het grootste kunstwerk in de publieke ruimte van het Verenigd Koninkrijk en werd ontworpen als permanente en blijvende herinnering aan de locatie van Londen als gastheer van de Olympische Spelen. De toren is gelegen tussen het Olympisch Stadion en het London Aquatics Centre.
De toren is ontworpen door Anish Kapoor en Cecil Balmond. Het idee voor de constructie werd publiek bekendgemaakt op 31 maart 2010 na selectie door een negenkoppige adviserende wedstrijdjury. Het waren de burgemeester van Londen, Boris Johnson, en de Olympics Minister Tessa Jowell die in 2008 opriepen ideeën in te dienen voor de creatie van een oriëntatiepunt in het Olympic Park.
De toren beschikt over twee uitkijkplatformen, elk met een capaciteit van 150 personen, van waar het publiek zicht heeft op het gehele Olympic Park en de Londense agglomeratie, tot ruim 30 km ver. Toegang tot de platformen wordt voorzien met twee liften, elk met een capaciteit van 21 personen. Men heeft vier mogelijkheden om terug naar beneden te gaan, namelijk langs een wenteltrap met 455 treden, door The Slide ('s werelds grootste tunnelglijbaan), door te abseilen, of weer met de lift. De bezoekersattractie zou tot 770 bezoekers per uur kunnen verwerken.
De constructie is gebouwd met 2.000 ton staal waarvan 63% gerecycleerd staal is, 35.000 bouten en 19.000 liter verf. Zou de structuur "uitgerold" worden, dan zou deze een lengte van 560 m hebben. De toren had een kostprijs van 22,7 miljoen Britse pond waarvan metaalmagnaat Lakshmi Mittal 19,6 miljoen pond financiert en zo de naam van het bedrijf waarvan hij voorzitter is aan het Olympic Park koppelt. De toezegging van de financiering werd in 2009 afgerond door Johnson en Mittal op het World Economic Forum in Davos. 
Gedurende de Olympische Spelen was de toren toegankelijk voor het publiek, met een toegangsprijs van 15 pond. Na de spelen en bij de start van de verbouwingswerken op de gronden van de Olympische Spelen was de toren gesloten. Na de reconversie van de site kan de toren sinds 5 april 2014 permanent bezocht worden. In 2014 werd ook de mogelijkheid om te abseilen toegevoegd. Dit gebeurt vanaf een hooggelegen platform op de toren.
De verwachte bezoekersaantallen dienden evenwel in 2015 naar beneden aangepast te worden tot circa 150.000 personen op jaarbasis, wat financieel de langetermijnuitbating van de toren niet winstgevend maakt. Eind juli 2016 werd daarom 's werelds hoogste en langste (178 meter) tunnelglijbaan geopend. Deze glijbaan is ontworpen door Carsten Höller en wordt the slide genoemd. De London Legacy Development Corporation verwachtte dat deze glijbaan meer bezoekers naar de toren zou brengen. In de glijbaan zitten transparante secties die een ander perspectief op de kronkelende rode toren bieden voor diegenen die naar beneden glijden. Een ritje door de glijbaan kost £ 5 per keer.

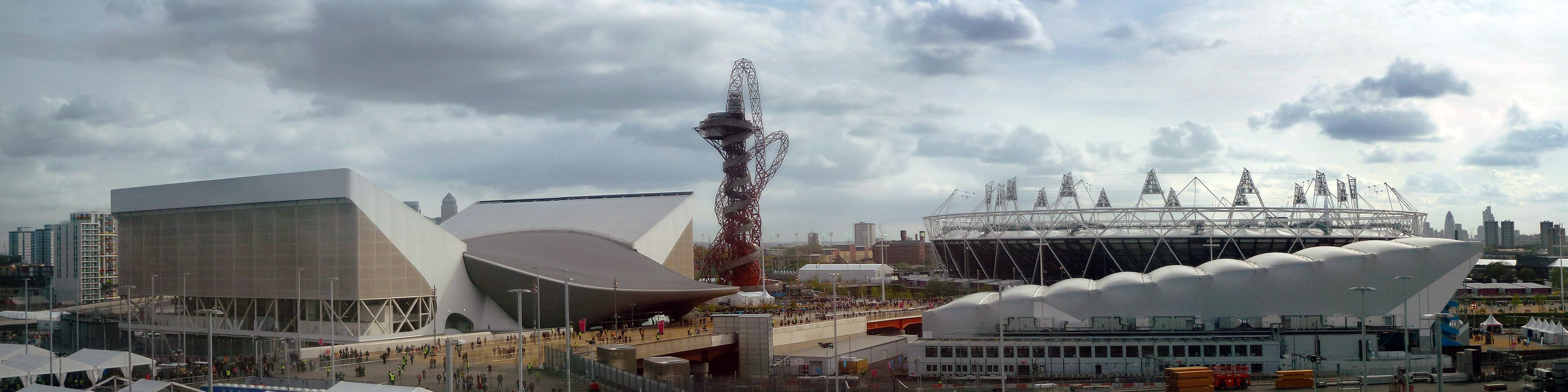
De ArcelorMittal Orbit omgeven door het London Aquatics Centre (links), het Olympisch Stadion (rechtsachter) en de Water Polo Arena (rechtsvoor)